# Eusebio Pedroza
Eusebio Pedroza Silva (Ciudad de Panamá, 2 de marzo de 1956-Ibidem, 1 de marzo de 2019) fue un boxeador panameño que fue campeón mundial de peso pluma de la Asociación Mundial de Boxeo desde 1978 hasta 1985. En 49 peleas profesionales logró 41 victorias, incluyendo 25 por knockout

## Carrera
Pasó al profesionalismo en 1973 acumulando numerosas victorias como local. En el año 1976 viajó a México para pelear ante Alfonso Zamora por el título mundial de peso gallo, perdiendo por noqueo en el segundo asalto. Meses después perdió ante el venezolano Oscar Arnal por noqueo, nuevamente como visitante.
En 1978, Pedroza consigue ganar la pelea por el título mundial de peso pluma por la Asociación Mundial de Boxeo (WBA) al derrotar al español Cecilio Lastra por noqueo técnico en el decimotercer asalto. Ese mismo año logró su primera victoria fuera de Panamá, al derrotar a Enrique Solis en el Coliseo Roberto Clemente de Puerto Rico, un año después comenzó una gira boxeando fuera de su país, en 1979 viajó a Japón y venció a Royal Kobayashi en el Pabellón Korakuen, después venció al mexicano Rubén Olivares en Houston y a Johnny Aba en Papúa Nueva Guinea.
Pedroza continuó viajando a distintos países, defendiendo veinte veces su cinturón, hasta caer derrotado ante el irlandés Barry McGuigan en la defensa número 20, el 8 de junio de 1985 en Londres, Reino Unido. Entre 1986 y 1992, Pedroza mantuvo un perfil bajo, con una puntuación de 3-2 en sus sucesivos intentos por regresar a la actividad pugilística. 
Se retiró del boxeo profesional el 21 de noviembre de 1992 con un palmarés de 42 victorias (26 por nocaut), 6 derrotas y 1 combate nulo.

## Fallecimiento
Pedroza falleció a los 62 años debido a un cáncer de páncreas que lo mantuvo recluido varias semanas en el Complejo Hospitalario Metropolitano Dr. Arnulfo Arias Madrid, y siendo posteriormente traslado al  Instituto Oncológico Nacional dónde fallece, en la capital panameña.

## Distinción
- Eusebio Pedroza es miembro del Salón Internacional de la Fama del Boxeo desde 1999.

## Récord Profesional
| 41 Ganadas (25 knockouts), 6 Derrotas (2 knockouts), 1 Empates, 1 Sin Resultados |          |                       |      |              |            |                                                               |                                                                                 |
| Res.                                                                             | Récord   | Oponente              | Tipo | Round Tiempo | Fecha      | Lugar                                                         | Notas                                                                           |
| P                                                                                | 41-6-1-1 | Mauro Gutiérrez       | SD   | 10 (10)      | 1992-11-21 | Holy Redeemer HS Gymnasium, Detroit, Estados Unidos           |                                                                                 |
| G                                                                                | 41-5-1-1 | Tomas Quiñones        | KO   | 3 (8)        | 1992-03-14 | Espace Piscine, Antibes, Francia                              |                                                                                 |
| G                                                                                | 40-5-1-1 | Jorge Romero          | UD   | 10 (10)      | 1991-12-15 | Convention Center, Miami Beach, Estados Unidos                |                                                                                 |
| G                                                                                | 39-5-1-1 | Tomas Rodríguez       | UD   | 10 (10)      | 1991-10-25 | Mahi Temple Shrine Auditorium, Miami, Estados Unidos          |                                                                                 |
| P                                                                                | 38-5-1-1 | Edgar Castro          | SD   | 10 (10)      | 1985-08-09 | Gimnasio Nuevo Panamá, Juan Díaz, Panamá                      |                                                                                 |
| P                                                                                | 38-4-1-1 | Barry McGuigan        | UD   | 15 (15)      | 1985-06-08 | Loftus Road, Shepherd's Bush, Reino Unido                     | Pierde el Título Mundial Pluma AMB                                              |
| G                                                                                | 38-3-1-1 | Jorge Lujan           | UD   | 15 (15)      | 1985-02-02 | Gimnasio Nuevo Panamá, Juan Díaz, Panamá                      | Retiene el Título Mundial Pluma AMB                                             |
| G                                                                                | 37-3-1-1 | Gerald Hayes          | TKO  | 10 (10)      | 1984-06-23 | Centro de Convenciones Atlapa, Panamá, Panamá                 |                                                                                 |
| G                                                                                | 36-3-1-1 | Ángel Mayor           | UD   | 15 (15)      | 1984-05-27 | Hotel del Lago Casino, Maracaibo, Venezuela                   | Retiene el Título Mundial Pluma AMB                                             |
| G                                                                                | 35-3-1-1 | José Caba             | UD   | 15 (15)      | 1983-10-22 | Palasport, Saint-Vincent, Italia                              | Retiene el Título Mundial Pluma AMB                                             |
| G                                                                                | 34-3-1-1 | Rocky Lockridge       | UD   | 15 (15)      | 1983-04-24 | Circus Tent, San Remo, Italia                                 | Retiene el Título Mundial Pluma AMB                                             |
| E                                                                                | 33-3-1-1 | Bernard Taylor        | SD   | 15 (15)      | 1982-10-16 | Charlotte Coliseum, Estados Unidos                            | Retiene el Título Mundial Pluma AMB                                             |
| SR                                                                               | 33-3-0-1 | Rudy Alpízar          | NC   | 2 (10)       | 1982-07-17 | Gimnasio Nuevo Panamá, Juan Díaz, Panamá                      | Pedroza recibió un corte en el ojo en un choque de cabezas y no pudo continuar. |
| G                                                                                | 33-3     | Juan Laporte          | UD   | 15 (15)      | 1982-01-24 | Sands Casino Hotel, Atlantic City, Estados Unidos             | Retiene el Título Mundial Pluma AMB                                             |
| G                                                                                | 32-3     | Bashew Sibaca         | KO   | 5 (15)       | 1981-12-05 | Gimnasio Nuevo Panamá, Juan Díaz, Panamá                      | Retiene el Título Mundial Pluma AMB                                             |
| G                                                                                | 31-3     | Carlos Piñango        | KO   | 7 (15)       | 1981-08-01 | Poliedro de Caracas, Venezuela                                | Retiene el Título Mundial Pluma AMB                                             |
| G                                                                                | 30-3     | Pat Ford              | KO   | 13 (15)      | 1981-02-14 | Gimnasio Nuevo Panamá, Juan Díaz, Panamá                      | Retiene el Título Mundial Pluma AMB                                             |
| G                                                                                | 29-3     | Raúl Silva            | KO   | 5 (10)       | 1981-01-17 | Gimnasio Nuevo Panamá, Juan Díaz, Panamá                      |                                                                                 |
| G                                                                                | 28-3     | Rocky Lockridge       | SD   | 15 (15)      | 1980-10-04 | Great Gorge Playboy Club, Sussex County, Estados Uniidos      | Retiene el Título Mundial Pluma AMB                                             |
| G                                                                                | 27-3     | Sa Wang Kim           | KO   | 8 (15)       | 1980-07-20 | Jangchung Gymnasium, Seoul, Corea del Sur                     | Retiene el Título Mundial Pluma AMB                                             |
| G                                                                                | 26-3     | Juan Domingo Malvarez | KO   | 9 (15)       | 1980-03-29 | Gimnasio Nuevo Panamá, Juan Díaz, Panamá                      | Retiene el Título Mundial Pluma AMB                                             |
| G                                                                                | 25-3     | Spider Nemoto         | UD   | 15 (15)      | 1980-01-22 | Kōrakuen Hall, Tokio, Japón                                   | Retiene el Título Mundial Pluma AMB                                             |
| G                                                                                | 24-3     | Johnny Aba            | TKO  | 11 (15)      | 1979-11-17 | Estadio Sir Hubert Murray, Puerto Moresby, Papúa Nueva Guinea | Retiene el Título Mundial Pluma AMB                                             |
| G                                                                                | 23-3     | Rubén Olivares        | TKO  | 12 (15)      | 1979-07-21 | Sam Houston Coliseum, Houston, Estados Unidos                 | Retiene el Título Mundial Pluma AMB                                             |
| G                                                                                | 22-3     | Héctor Carrasquilla   | TKO  | 11 (15)      | 1979-04-07 | Gimnasio Nuevo Panamá, Juan Díaz, Panamá                      | Retiene el Título Mundial Pluma AMB                                             |
| G                                                                                | 21-3     | Royal Kobayashi       | RTD  | 13 (15)      | 1979-01-09 | Kōrakuen Hall, Tokio, Japón                                   | Retiene el Título Mundial Pluma AMB                                             |
| G                                                                                | 20-3     | Enrique Solís         | UD   | 15 (15)      | 1978-11-27 | Coliseo Roberto Clemente, San Juan, Puerto Rico               | Retiene el Título Mundial Pluma AMB                                             |
| G                                                                                | 19-3     | Ernesto Herrera       | TKO  | 12 (15)      | 1978-07-02 | Gimnasio Nuevo Panamá, Juan Díaz, Panamá                      | Retiene el Título Mundial Pluma AMB                                             |
| G                                                                                | 18-3     | Cecilio Lastra        | TKO  | 13 (15)      | 1978-04-15 | Gimnasio Nuevo Panamá, Juan Díaz, Panamá                      | Gana el Título Mundial Pluma AMB                                                |
| G                                                                                | 17-3     | Rodolfo Francis       | TKO  | 7 (10)       | 1977-11-16 | Gimnasio Nuevo Panamá, Juan Díaz, Panamá                      |                                                                                 |
| G                                                                                | 16-3     | Reynaldo Hidalgo      | TKO  | 9 (10)       | 1977-05-14 | Gimnasio Nuevo Panamá, Juan Díaz, Panamá                      |                                                                                 |
| G                                                                                | 15-3     | José Santana          | UD   | 10 (10)      | 1977-04-02 | Gimnasio Nuevo Panamá, Juan Díaz, Panamá                      |                                                                                 |
| P                                                                                | 14-3     | Oscar Arnal           | KO   | 6 (10)       | 1976-07-01 | Caracas, Venezuela                                            |                                                                                 |
| P                                                                                | 14-2     | Alfonso Zamora        | KO   | 2 (15)       | 1976-04-03 | Plaza de Toros Calafia, Mexicali, México                      | Por el Título Mundial Gallo AMB                                                 |
| G                                                                                | 14-1     | Orlando Amores        | TKO  | 9 (10)       | 1975-11-15 | Gimnasio Nuevo Panamá, Juan Díaz, Panamá                      |                                                                                 |
| G                                                                                | 13-1     | Guillermo Almengot    | TKO  | 7 (10)       | 1975-07-19 | Gimnasio Nuevo Panamá, Juan Díaz, Panamá                      |                                                                                 |
| G                                                                                | 12-1     | Marcos Britton        | KO   | 4 (10)       | 1975-04-26 | Gimnasio Nuevo Panamá, Juan Díaz, Panamá                      |                                                                                 |
| G                                                                                | 11-1     | Benicio Sosa          | UD   | 10 (10)      | 1975-03-21 | Feria de San José, David, Panamá                              |                                                                                 |
| G                                                                                | 10-1     | Ernesto Mathias       | UD   | 10 (10)      | 1975-02-22 | Gimnasio Nuevo Panamá, Juan Díaz, Panamá                      |                                                                                 |
| P                                                                                | 9-1      | Alfonso Pérez         | KO   | 3 (10)       | 1975-01-18 | Gimnasio Nuevo Panamá, Juan Díaz, Panamá                      |                                                                                 |
| G                                                                                | 9-0      | Senén Ríos            | TKO  | 6 (10)       | 1974-09-14 | Gimnasio Nuevo Panamá, Juan Díaz, Panamá                      |                                                                                 |
| G                                                                                | 8-0      | Vicente Worrel Jr     | KO   | 1 (10)       | 1974-07-20 | Gimnasio Nuevo Panamá, Juan Díaz, Panamá                      |                                                                                 |
| G                                                                                | 7-0      | Ernesto Davis         | KO   | 1 (8)        | 1974-06-14 | Gimnasio Neco De La Guardia, Panamá, Panamá                   |                                                                                 |
| G                                                                                | 6-0      | Ricardo Vega          | TKO  | 2 (6)        | 1974-05-04 | Gimnasio Neco De La Guardia, Panamá, Panamá                   |                                                                                 |
| G                                                                                | 5-0      | Jacinto Fuentes       | PTS  | 4 (4)        | 1974-03-30 | Gimnasio Neco De La Guardia, Panamá, Panamá                   |                                                                                 |
| G                                                                                | 4-0      | Loitolier Chacón      | KO   | 1 (4)        | 1974-03-02 | Gimnasio Neco De La Guardia, Panamá, Panamá                   |                                                                                 |
| G                                                                                | 3-0      | Jorge Bernal          | PTS  | 4 (4)        | 1974-02-08 | Gimnasio Neco De La Guardia, Panamá, Panamá                   |                                                                                 |
| G                                                                                | 2-0      | José Santana          | UD   | 4 (4)        | 1973-12-22 | Gimnasio Neco De La Guardia, Panamá, Panamá                   |                                                                                 |
| G                                                                                | 1-0      | Julio García          | TKO  | 4 (4)        | 1973-12-01 | Gimnasio Escuela Normal, Santiago, Panamá                     |                                                                                 |